# Банг, Герман
Герман Йоахим Банг (дат. Herman Joachim Bang; 20 апреля 1857, Ассербале, Альс — 29 января 1912, Огден, США) — датский писатель, критик, журналист и деятель театра. Банг известен своим импрессионистским стилем.

## Биография
Из старинного рода, сын пресвитерианского священника, родственник Грундтвига, рано потерял мать. Начинал как журналист. В 1880-е годы много жил за границей (Берлин, Вена, Майнинген, Прага). Испытал воздействие натурализма, в литературно-критических статьях развивал идеи натуралистов. Дружил с Ибсеном. Увлекался театром, был директором театра в Берлине, Мюнхене и Копенгагене.

## Личная жизнь и смерть
По желанию своего деда Олуфа Лундта Банга (Oluf Lundt Bang) с 1875 Банг начинает изучать юриспруденцию и государственную деятельность в университете Копенгагена, намереваясь стать дипломатом. Однако в 1877 году он прерывает учёбу и после многочисленных неудачных попыток в роли актёра театра начинает работать с 1878 года журналистом в ведущей консервативной газете Копенгагена «Dagbladet». С 1879 года Банг получает должность журналиста в газете «Nationaltidende», которая нацелена на коммерсантов и чиновников. Здесь у писателя появляется возможность усовершенствовать такую новую форму как фельетон или как он сам говорил писать « новым и смутным образом». В рубрике «Vekslende Themaer» в течение 4 лет Бангом будут написаны более 200 воскресных фельетонов практически обо всем, что происходит в Копенгагене в королевской семье Кристиана IX.
Очень скоро Банг становится значительным писателем своего времени, хотя о нём и бытуют противоречивые мнения. Банг живёт жизнью Денди, не скрывая свои гомосексуальные наклонности, что приводит к враждебному отношению к нему и даже изоляции. Его первый роман «Безнадежные поколения» вызывает скандал и из-за «аморальности» запрещён.
У автора наблюдаются частые депрессии, а также эпилептические припадки как результат наркотической зависимости.
Банг умирает в поезде в США, куда он приехал с курсом публичных лекций.
Похоронен на Западном кладбище Копенгагена.

## Творчество
Основная тема Банга — процесс неуклонного социального распада и вырождения.

## Произведения
Первые произведения Банга были написаны в форме эссе, в 1880 году появляется его первый роман под названием «Безнадежные поколения», который однако был за «непристойность» конфискован и запрещён.
В начале своей литературной карьеры Банг ещё предан натурализму и находится под влиянием таких авторов как Эмиль Золя, Генрик Ибсен и Чарльз Дарвин. Даже Иван Сергеевич Тургенев послужил образцом для Банга.
В своём дальнейшем художественном развитии становится Банг создателем датского импрессионизма, а позже датского декадентства. Мастерски изображает Банг не только жизни «незначительных» людей, но и одинокие женские образы.
- Безнадежные поколения/ Haabløse Slægter (1880, роман, был осуждён как порнографический)
- Федра/ Fædra (1883, роман)
- Эксцентрические новеллы/ Excentriske Noveller (1885)
- У дороги/ Ved Vejen (1886, роман, входит в Датский культурный канон, экранизирован Максом фон Сюдовым в 1988)
- Стукко / Stuk (1887, роман)
- Тине/ Tine (1889, роман, экранизирован в 1964)
- Под ярмом/ Under Aaget (1890)
- Десять лет/ Ti Aar (1891, воспоминания)
- Серый дом/ Det graa hus (1901, воспоминания)
- Михаэль/ Mikaël (1904, роман, экранизирован Морицем Стиллером, 1916, и Карлом Теодором Дрейером, 1924)
- Без родины/ De uden Fædreland (1906, роман)

## Экранизации
Многие произведения Банга были экранизированы. В числе экранизаций:
- «Любовь или страсть», фильм А. Уральского 1917 г. по отдалённым мотивам романа «Михаэль» (не сохранился)
- фильм «Четыре дьявола» Мурнау по рассказу из сб. Эксцентрические новеллы (1928, плёнка утеряна),
- «Катинка» Макса фон Сюдова (1988),
- «Михаэль» Теодора Дрейера,
- «Негодяй» Альфреда Хичкока.

## Образ в культуре
На биографии писателя построен роман датского прозаика Доррит Виллумсен (1996, переведён на шведский и норвежский языки, литературная премия Северного Совета).

## Издания на русском языке
- Белый дом. М., 1908
- Таинственные рассказы. М., 1913
- Полное собрание сочинений. Т. 1—10. М., 1910—1913
- Избранное/ Сост. Ю. Яхнина. М.: Художественная литература, 1974